# Петар И. Козић
Петар И. Козић је био социолог, први одговорни уредник Пиротског зборника и редовни професор Универзитета у Београду. Рођен је 1928. а умро 2012. године.

## Биографија
Основну школу и гимназију је завршио у Пироту а затим је студирао у Скопљу на Филозофском факултету филозофско-педагошку групу 1952. године. Магистрирао је 1959. године на Филозофском факултету у Београду на одељењу за социологију а потом стекао научно звање доктора наука после одбране тезе: Социолошка мисао Филипа Филиповића на Факултету у Скопљу. Стручно се усавршавао као стипендиста на Универзитету у Варшави а затим у Мађарској и Совјетском Савезу.
Као средњошколац је био истакнути омладински руководилац, био је и први командант радне бригаде на изградњи пута Пирот-Висок (1946. године) а касније је био руководилац најмасовније општинске политичке организације Социјалистичког савеза радног народа. Био је пиротски посланик Народне скупштине Републике Србије и члан Просветног савета Србије. Такође је био и председник експертске групе Министарства просвете Србије; председник Одбора за обележавање осамдесет година рада Учитељске школе и Педагошке академије 2000. године.
Био је један и од оснивача Удружења Пироћанаца у Београду.
Радио је као професор Гимназије и Учитељске школе у Пироту од 1952. до 1957. године. Радио је у Заводу за историју радничког покрета Србије у Београду 1959/60.
Као наставник радио је на Правно-економском факултету у Нишу 1960. године. Од 1974. године наставио је рад као ванредни и редовни професор на ФОН-у до 1993. године. Изводио је наставу и на факултетима: Економски, Технички, Филозофски, Медицински и на Факултету заштите на раду Универзитета у Нишу као и на Вишој управној школи. На Универзитету у Београду радио је је још и на ФПН-у, Факултету за менаџмент "Браћа Карић", Учитељском факултету и на Пољопривредном факултету. Предавао је предмете: филозофија, општа социологија, примењена социологија.
Биран је за продекана за наставу Правног и факултета организационих наука, за председника Савета и Управног одбора Учитељског факултета.
Објавио је преко 200 начних и стручних радова и десетак књига из предметних, дисциплинарних области које је предавао: теоријске социологије, индустријске социологије, социологије рада, социологије образовања и педагошке социологије, теорије организације, историје друштвених мисли и политичких покрета, методологије социолошких и педагошких истраживања. Неки од радова су: Социолошке скице 1963, Социологија 1966, Антологија текстова о социјализму 1967, Социолошки увод у марксистичку науку о друштву 1969, Марксизам и теме савременог руштва 1978, Социолошка мисао Филипа Филиповића 1969. и 1979. године.
Козић је и оснивач Српског социолошког друштва у Нишу 1964. године. Био је и члан Српске академије образовања.
Објавио је и већи број радова о друштвено-политичком животу Пирота. Неки од тих радова су објављени у Пиротском зборнику. Публикације: Пиротски комунисти од "обзнане до издајства" 1957, Путевима револуције 1965. . Писао је велики број рецензија у монографијама о пиротским школама.
Био је иницијатор и један од оснивача Пиротског зборника. Био је главни и одговорни уредник почев од 1968. до 1974. године. Његовим ангажовањем, Зборник је постала публикација која сваке године има научне текстове најугледнијих магистара, професора и културних стваралаца.